# Sven Fredrik Stray
Sven Fredrik Stray (Oslo, 29 gennaio 1985) è un calciatore norvegese, difensore del Flekkerøy.

## Carriera

### Club
Stray iniziò la carriera con la maglia del Vigør. Passò poi al Mandalskameratene, per cui esordì nella 1. divisjon il 9 maggio 2004, schierato titolare nella sconfitta per 5-2 contro lo Aalesund.
Passò poi all'Odd Grenland, per cui esordì nella Tippeligaen il 23 settembre 2007, nella sconfitta per 4-0 contro il Brann. Nel 2009 fu ceduto in prestito al Bryne: vestì per la prima volta la divisa di questa squadra il 9 agosto 2009, nella sconfitta per 3-2 in casa del Tromsdalen.
Nel 2010, passò al Flekkerøy, mentre nel 2013 si trasferì allo Jerv.

### Nazionale
Stray giocò una partita per la Norvegia under 21: fu titolare nella vittoria per 1-0 sulla Corea del Sud del 19 gennaio 2005.